# 丹党
丹党（たんとう）は、平安時代後期から鎌倉時代にかけて武蔵国入間郡・秩父郡・および児玉郡西部（旧賀美郡）にわたって繁栄した武蔵七党の一つである武士団。

## 出自
第28代宣化天皇の子孫である多治比氏の後裔を称し、各種史書でもいずれも宣化天皇裔としている。一方で、これらの史書上に掲載されている系図の記載内容が史実と矛盾することから、後世の仮冒とする説も多く見られる。太田亮『姓氏家系大辞典』では、宣化天皇の御名代の一つ檜前舎人部の伴造家であった檜前舎人直の後裔とする説をあげている。

## 概要
丹党は秩父地方の神流川流域の児玉地方を本拠地とし、中村氏を中心に活動した武士団である。神流川流域は藤岡、児玉の条里地域である。このことから武蔵七党の中でも古く、代表的なものであった。力の根源は条里地域の米の生産にあり、武力的な根拠は牧の牧畜的な生活に見出される。
丹基房が秩父五郎を称し、その長男である直時が勅使河原に居住し、勅使河原氏の祖となり、直時の弟である恒房が新里・安保を領有し、新里氏と安保氏の祖となった。さらに恒房の弟である成房は榛沢郡に住んで榛沢氏を称し、成房の弟の重光は小島に居住し、小島氏の祖となった。重光の三子のうち、長男小島光成は小島氏を継ぎ、次男光俊は志水を称し、三男朝俊は村田を名乗ったとある。
児玉党とは、一時期、合戦が生じる寸前まで緊迫した状態になったが、畠山重忠の仲裁により、和解している（庄太郎家長の項を参照）。領土問題、あるいは水利問題で対立したものと考えられている。一例として、真下基行の子息の1人である真下弘親が勅使河原村へ移住したと系図にはあり、賀美郡（現児玉郡西部）と児玉郡が郡境ということもあって、両武士団の領地が入り混じっている状況下にあった。
丹党・児玉党・猪俣党などの武蔵武士団は、南北朝時代に南朝＝新田義貞についたため、新田氏の滅亡と共に弱体化、あるいは没落していった。さらに上杉禅秀の乱では禅秀に味方したため、鎌倉公方の足利氏に所領を没収されている。しかし、丹党の氏族のうち、阿保氏は足利氏に属したため、その所領を永く維持した。それは同時に一党一族と言う概念の下、結束していた時代が終わったことを示している。

## 派生一族
円子氏、丹氏、新里氏、榛沢氏、安保氏、長浜氏、勅使河原氏、中村氏、中山氏、大関氏、加治氏、横瀬氏、薄氏、小鹿野氏、大河原氏、青木氏、小串氏、志村氏など。